# 小河滋次郎
小河 滋次郎（おがわ しげじろう、文久3年12月3日（1864年1月11日） - 大正14年（1925年4月2日）は日本の法学者、官僚。

## 経歴
信濃国上田城下で上田藩医・金子宗元の次男として生まれ、明治維新後に旧小諸藩士・小河直行の養子となる。上田藩校明倫堂の後身校「松平（しょうへい）学校」を1877年に卒業後、上京。1884年旧制東京専門学校（早稲田大学）法律学科卒業、1886年東京帝国大学法科大学(現東京大学大学院法学政治学研究科)修了（選科生）。東京帝大選科在学中、穂積陳重の指導を受けて監獄制度に関心を持つ。
1906年（明治39年）8月8日、法学博士号（東京帝国大学法科大学）授与
内務省警保局監獄課に属し、ドイツに留学し監獄状態を視察。1897年に警視庁典獄(監獄長)となる。監獄法制定に於いては起草者を助け実務を担当した。1905年、「未成年者に対する刑事制度の改良に就いて」で法学博士となり、東京帝大などで監獄学の講師を務めた。
1908年、清国政府に招かれ獄制改革を4年間指導。帰国後、1913年に大阪府の救済事業指導嘱託となり、国立感化院院長事務取扱を経て、1918年に方面委員制度(民生委員の前身)の確立に尽力した。

小河滋次郎像
（上田城跡公園内）

## 栄典
- 1903年（明治36年）5月21日 - 銀杯一個[2]
- 1910年（明治43年）8月10日 - 正五位[3]

外国勲章佩用允許
- 1897年（明治30年）2月26日 - カンボジア王国コマンドールドロルドルロワイヤルヂュカンボジュ勲章[4]

## 主著
- 1889、『監獄学』、警察監獄学会東京支会 全国書誌番号:40028972
- 1890、『日本監獄法講義』、磯村兌貞 全国書誌番号:40029086
- 1901、『獄事談』、東京書院 全国書誌番号:40029033
- 1912、『社会問題救恤十訓』、北文館 全国書誌番号:71014983
- 1942、『小河滋次郎著作選集』 全3巻、日本評論社、NCID BN05438015、全国書誌番号:46013382

## 関連リンク
- 小諸藩牧野氏の家臣団